# 夜中のキスミ
「夜中のキスミ」（よなかのキスミ）は、日本の音楽ユニットずっと真夜中でいいのに。の楽曲。
2022年2月16日にEMI Recordsより、各種音楽配信サービスにてリリースされた。

## 概要
前作『違う曲にしようよ』と同日のリリースとなった。